# サルティンバンコ
サルティンバンコ（仏語、英語: Saltimbanco）はシルク・ドゥ・ソレイユのサーカス演目であり、移動公演のひとつであった。

## 歴史
1992年4月23日に初演。日本公演は1994年3月11日から9月11日に東京で日産自動車主催、全248回公演され56万人動員、2000年10月12日から2001年11月25日に東京、福岡、名古屋、大阪、横浜で全530回公演され124万人動員フジテレビ主催で開催された。特設テントとしての公演は2006年のブラジル・リオデジャネイロ公演で、アリーナツアーは2007年7月31日にカナダロンドン公演を最後に終了した。

## 主な登場人物
サルティンバンコは51名のキャストが演じていた。
- Urban Worms
- Multicolored Worms
- Cavaliers
- Baroques

## 演目
- オープニング
- アダージョ・トリオ
- チャイニーズ・ポールズ
- ジャグリング
- ボーラ
- ロシアン・スウィング
- デュオ・トラピーズ
- ハンド・トゥ・ハンド
- バンジー
- サイクルフィギュア
- エンディング